# Puccinia caulicola
Puccinia caulicola är en svampart som beskrevs av Tracy & L.D. Galloway 1888. Puccinia caulicola ingår i släktet Puccinia och familjen Pucciniaceae.   Inga underarter finns listade i Catalogue of Life.